# Patia cordillera
Patia cordillera es una especie de mariposa, de la familia de las piérides, que fue descrita originalmente con el nombre de Leptalis cordillera, por Felder, C & R Felder, en 1862, a partir de ejemplares procedentes de Colombia.

## Distribución
Patia cordillera tienen una distribución restringida a la región Neotropical y ha sido reportada en Colombia, Costa Rica, Ecuador y Panamá.